# Marysvale
Marysvale è un comune degli Stati Uniti d'America, nella Contea di Piute, nello Stato dello Utah. Secondo il censimento del 2000 aveva 381 abitanti, passati a 336 secondo una stima del 2007.
Qui nacque l'attrice Marie Windsor. 

## Geografia fisica
La località ha una superficie totale di 39,1 km². Di questi 39,1 km², lo 0.07% del territorio è occupato da acque interne.